# Renoncule abortive
Ranunculus abortivus
Espèce
La Renoncule abortive (Ranunculus abortivus) est une espèce de plantes à fleurs de la famille des Ranunculaceae. Ses autres noms communs incluent la Renoncule à petites feuilles, Renoncule à petites fleurs et la Renoncule à feuilles de rein.
Elle est répandue dans une grande partie de l'Amérique du Nord, trouvée dans les dix provinces canadiennes ainsi que le Yukon et les Territoires du Nord-Ouest, et la plupart des États-Unis, à l'exception d'Hawaï, de l'Oregon, de la Californie et de certains États du Sud-Ouest. 

## Systématique
Le nom correct complet (avec auteur) de ce taxon est Ranunculus abortivus L..
Ce taxon porte en français les noms vernaculaires ou normalisés suivants : renoncule abortive, renoncule avortée.
Ranunculus abortivus a pour synonymes :
- Ranunculus abortivus f. abortivus
- Ranunculus abortivus f. coptidifolius Fernald
- Ranunculus abortivus f. giganteus F.C.Gates
- Ranunculus abortivus f. pratensis G.Lawson
- Ranunculus abortivus f. sylvaticus G.Lawson
- Ranunculus abortivus subsp. acrolasius (Fernald) B.M.Kapoor & Á.Löve
- Ranunculus abortivus var. abortivus
- Ranunculus abortivus var. acrolasius Fernald
- Ranunculus abortivus var. eucyclus Fernald
- Ranunculus abortivus var. indivisus Fernald
- Ranunculus abortivus var. nitidus (Walter) DC.
- Ranunculus abortivus var. typicus Fernald
- Ranunculus holmii Greene
- Ranunculus michiganensis Farw.
- Ranunculus nitidus Walter
- Ranunculus ruderalis Greene

## Étymologie
Son épithète spécifique, dérivée du latin aborior, « trépasser », pourrait faire référence aux petits pétales qui semblent ne pas complètement se développer, toutefois cela n'est pas complètement avéré.

## Description
Les feuilles sont molles; celles en position radicales sont en forme de cœur et crénelées tandis que les caulinaires sont ternées, digitées, angulaires et pétiolées.
Les fleurs sont petites et présentent des nectaires sur les pétales.
Les fruits sont des akènes. Ils présentent un bec recourbé qui favorise leur dispersion par les petits mammifères et les oiseaux (épizoochorie)

## Écologie
Les fleurs produisent à la fois du nectar et du pollen, qui sont mangés ou récoltés par de petites abeilles, des coccinelles, des syrphes et d'autres types de mouches. Les graines et les feuilles sont une source de nourriture occasionnelle pour les animaux. Les graines sont mangées par de petits rongeurs, comme le Tamia rayé et le Campagnol des prés. Comme dans d'autres renoncules, les feuilles sont légèrement toxiques, contenant un agent vésiculeux, mais elles sont mangées par les lapins à queue blanche. Les feuilles et les graines sont consommées par les dindes.

## Toxicité
La Renoncule abortive contient de la ranunculine, une substante qui est toxique en cas d'ingestion et qui peut également irriter la peau.